# (32726) Chromios
(32726) Chromios est un astéroïde troyen jovien.

## Description
(32726) Chromios est un astéroïde troyen jovien, camp troyen, c'est-à-dire situé au point de Lagrange L5 du système Soleil-Jupiter. Il présente une orbite caractérisée par un demi-grand axe de 5,227 UA, une excentricité de 0,013 et une inclinaison de 5,1° par rapport à l'écliptique.
Il est nommé en référence au personnage de la mythologie grecque Chromios, acteur du conflit légendaire de la guerre de Troie.

## Compléments